# Traunsteinera globosa
Traunsteinera globosa là một loài thực vật có hoa trong họ Lan. Loài này được (L.) Rchb. miêu tả khoa học đầu tiên năm 1842.

## Hình ảnh

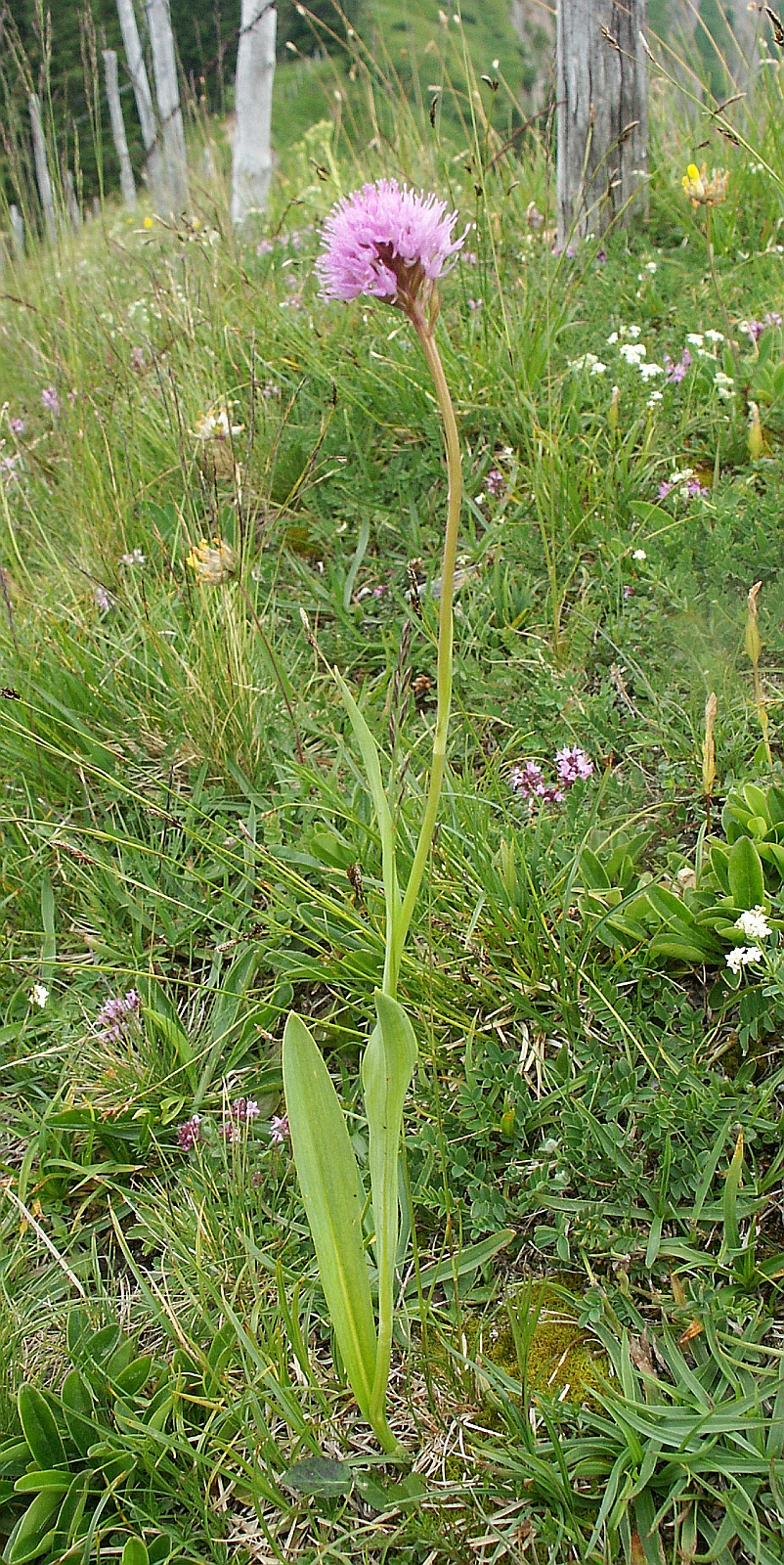
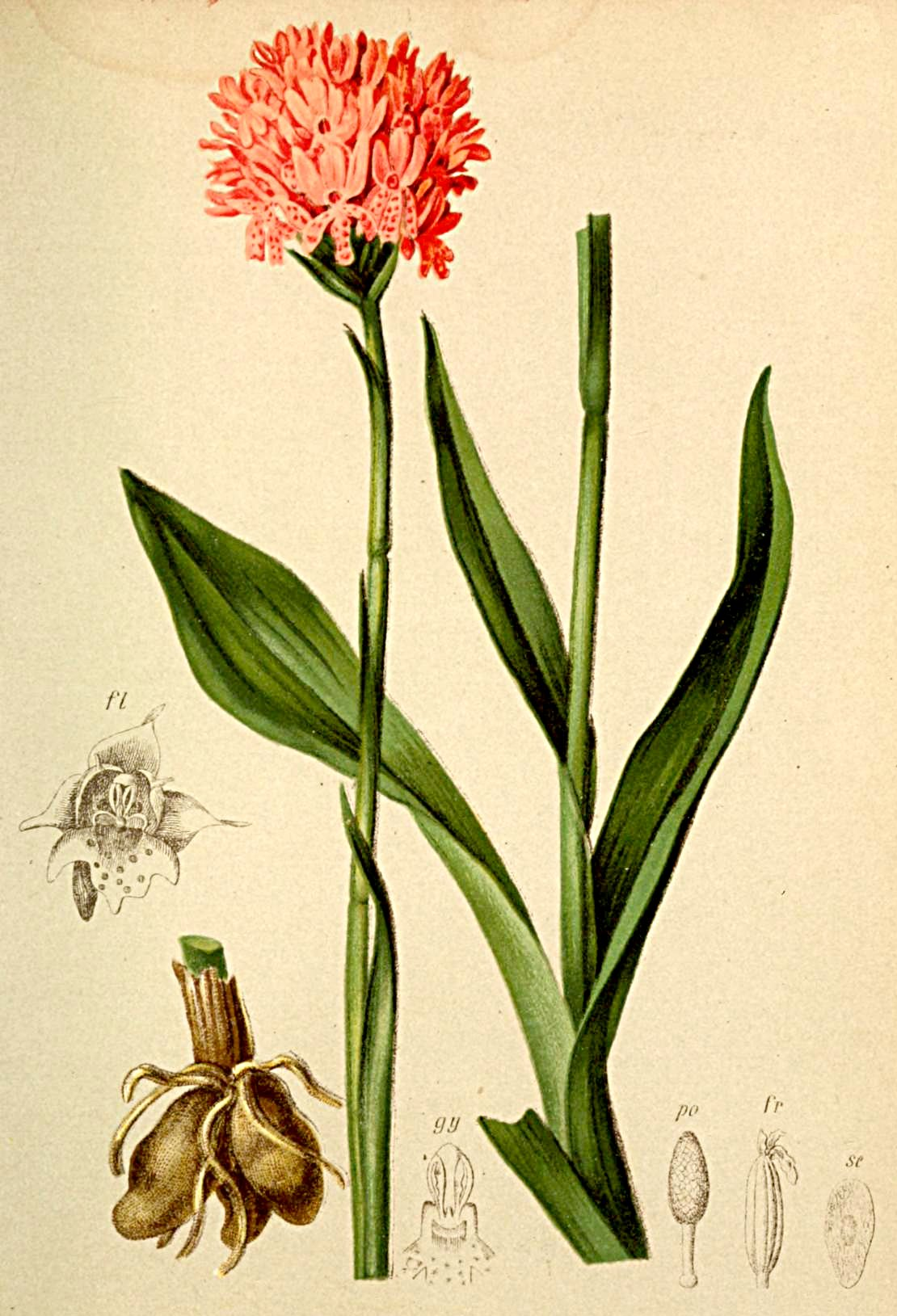
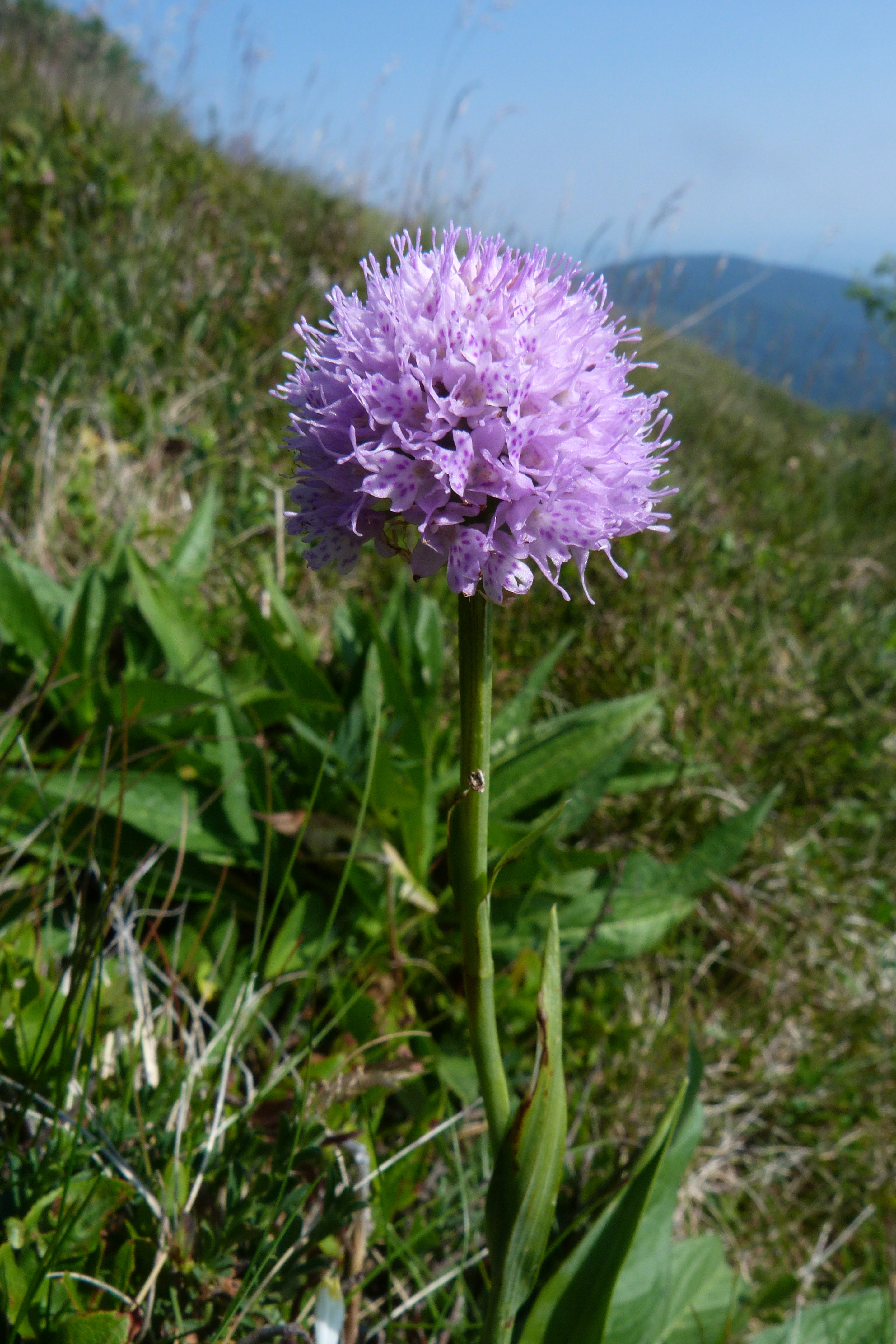
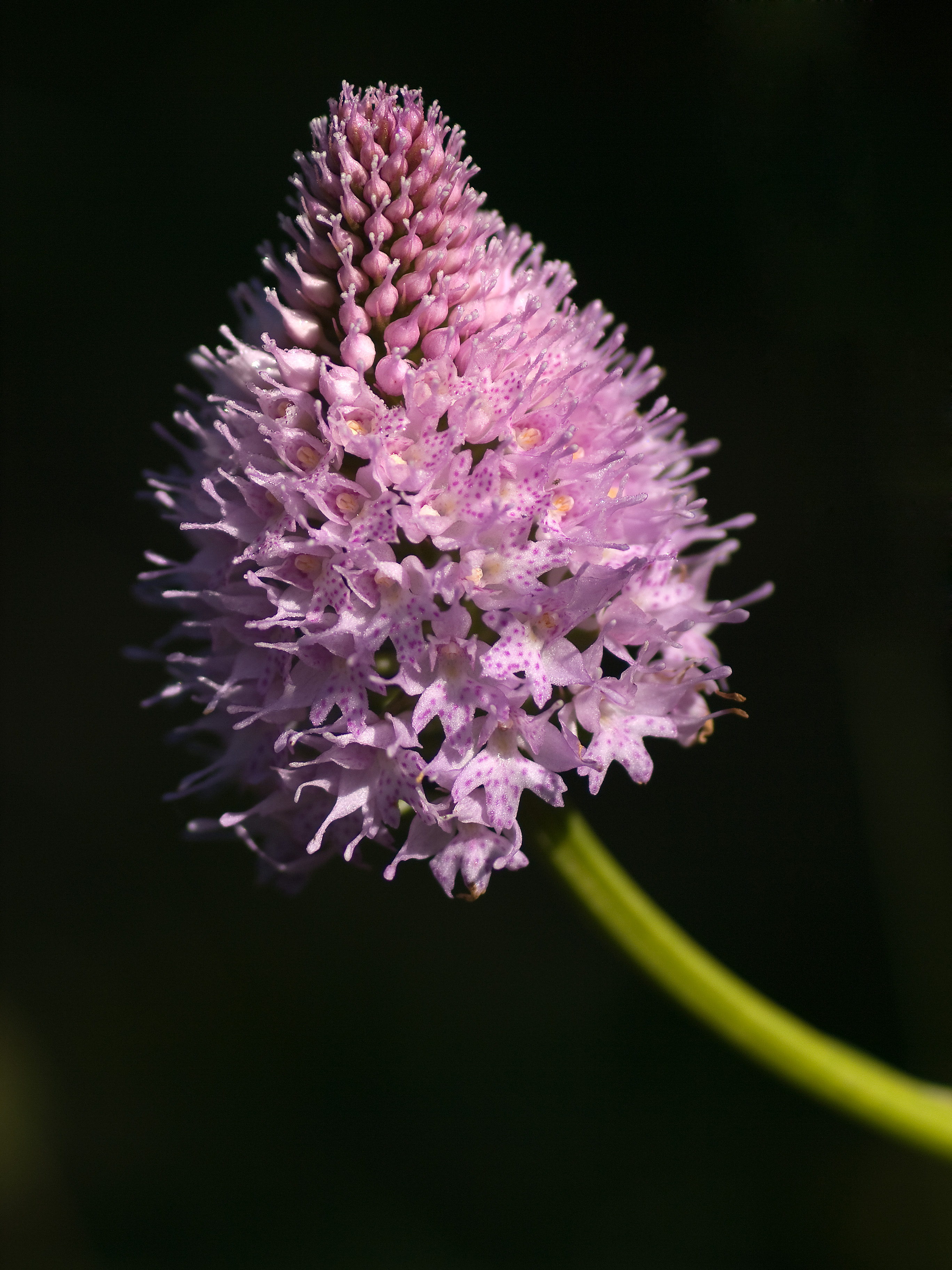